# رابرت برکس
لزلی رابرت برکس (انگلیسی: Leslie Robert Burks; ۴ ژوئیهٔ ۱۹۰۹ – ۱۱ مهٔ ۱۹۶۸) یک مدیر فیلم‌برداری اهل ایالات متحده آمریکا بود. وی همچنین برنده جوایزی همچون جایزه اسکار بهترین فیلمبرداری (۱۹۵۵) شده‌است. برکس در دوازده فیلم آلفرد هیچکاک به عنوان فیلمبردار با وی همکاری نمود.

## فیلمشناسی
- مارنی (۱۹۶۴)
- غریبه‌ها در قطار (۱۹۵۱)
- تکه‌ای آبی (۱۹۶۵)
- پرندگان (۱۹۶۳)
- شمال با نورث‌وست (۱۹۵۹)
- سرگیجه (۱۹۵۹)
- پادشاه خانه‌به‌دوش (۱۹۵۶)
- مرد عوضی (۱۹۵۶)
- مردی که زیاد می‌دانست (۱۹۵۶)
- دردسر هری (۱۹۵۵)
- پنجره پشتی (۱۹۵۴)